# Бикеле
Бикеле́ (фр. Bicqueley) — коммуна во французском департаменте Мёрт и Мозель региона Лотарингия. Относится к кантону Туль-Сюд.	

## География
Бикеле расположен в 60 км к югу от Меца и в 22 км к западу от Нанси. Соседние коммуны: Шодне-сюр-Мозель на севере, Пьер-ла-Треш на северо-востоке, Мутро на юге, Жи на западе.

## История
- На территории коммуны находятся следы галло-романского периода.
- Впервые упиминается в 1051 году.

## Демография
Население коммуны на 2010 год составляло 936 человек.
| 1962 | 1968 | 1975 | 1982 | 1990 | 1999 | 2010 |
| ---- | ---- | ---- | ---- | ---- | ---- | ---- |
| 523  | 513  | 542  | 681  | 797  | 792  | 936  |

## Достопримечательности
- Остатки древнеримского тракта.
- Замок, реконструирован в XVIII веке.
- Два моста через реку Бувад XVII века.
- Церковь XVIII века.
- Часовня Нотр-Дам-де-Гар-ле-Коль XIII века.